# Wahlsdorf (Schierling)
Wahlsdorf ist ein Gemeindeteil des Marktes Schierling im Landkreis Regensburg (Oberpfalz, Bayern). Das Kirchdorf Wahlsdorf war bis 1978 Sitz der gleichnamigen Gemeinde.

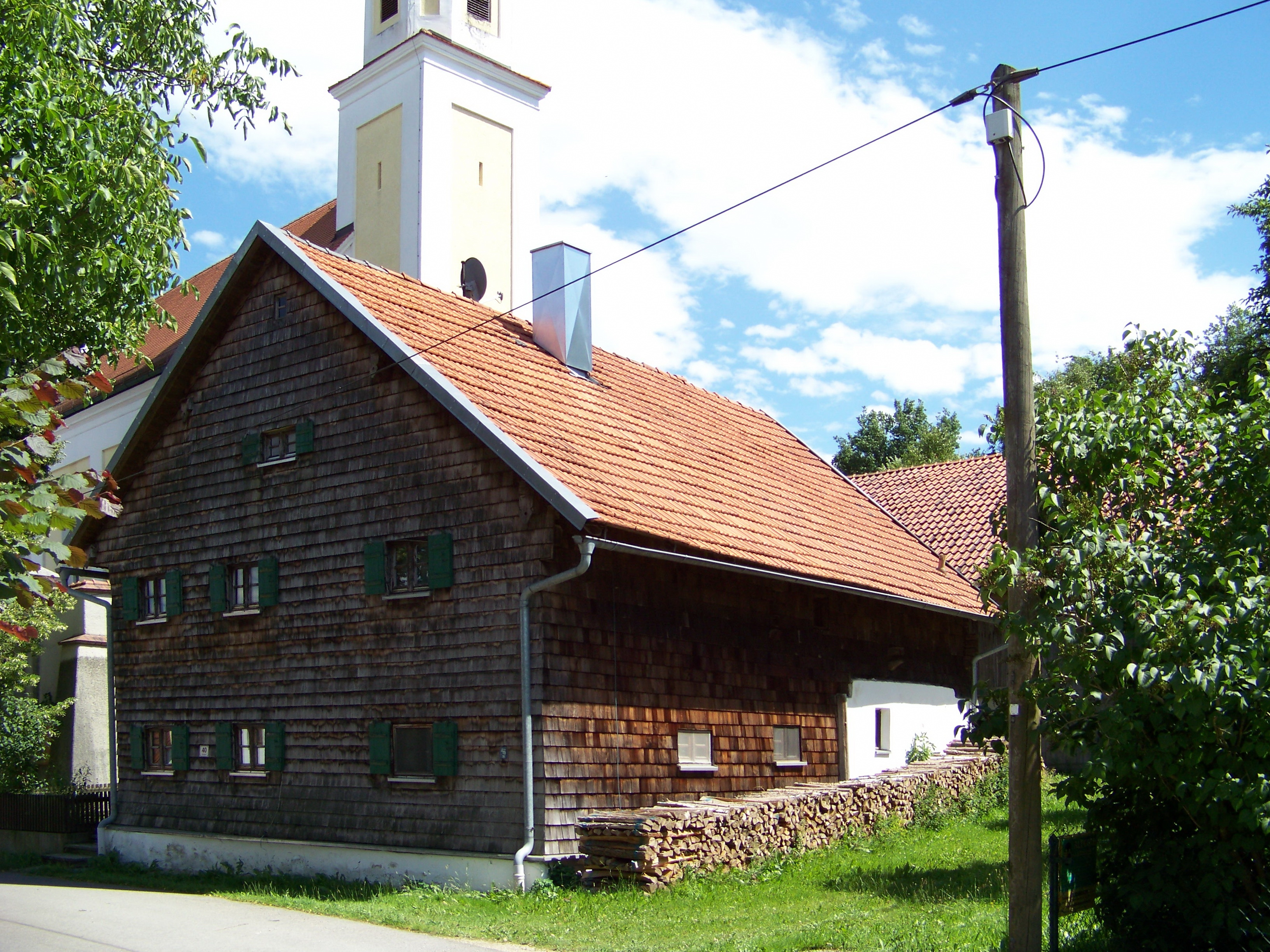
Wahlsdorf 40: Bauernhof von 1722

## Geschichte
Die heutige katholische Expositurkirche St. Michael wurde 1722 erbaut. Sie wurde erst 1943  zur Expositur erhoben. Die Ruralgemeinde Wahlsdorf entstand mit dem bayerischen Gemeindeedikt von 1818 mit den Teilorten Wahlsdorf, Oberbirnbach und Unterbirnbach (Birnbach). Am 1. Mai 1978 wurde Wahlsdorf nach Schierling eingemeindet.
Wahlsdorf hat heute (2019) 99 Einwohner, die gesamte Gemarkung Wahlsdorf 233 Einwohner (Birnbach 129, Oberbirnbach 5).

## Sehenswürdigkeiten
In der Liste der Baudenkmäler ist die katholische Expositurkirche St. Michael und ein Bauernhof von 1722 aufgeführt.